# Астрильд чорнохвостий
Астри́льд чорнохвостий (Glaucestrilda thomensis) — вид горобцеподібних птахів родини астрильдових (Estrildidae). Мешкає в Анголі і Намібії.

## Опис
Довжина птаха становить 11 см. Виду притаманний статевий диморфізм. Самці мають переважно світло-сизувато-сіре забарвлення, щоки і горло у них світліші, білуваті, спина має червонуватий відтінок, груди рожевуваті. Боки, верхні покривні пера хвоста і надхвістя яскраво-червоні. Першорядні махові пера коричнювато-сірі з вузькими сизувато-сірими краями біля основи зовнішніх опахалів. Внутрішні опахала другорядних махових пер сизувато-сірі. Стернові пера чорні, поцятковані малопомітними поперечними смужками. Через очі ідуть чорні смуги, що формують на обличчі вузьку "маску". Очі темно-карі. Дзьоб чорний, біля основи світло-червонуватий. Лапи сірувато-коричневі.
У самиць червонуватий відтінок на спині відсутній, груди у них менш рожеві, боки блідіші, а нижні покривні пера хвоста темно-коричневі. Забарвлення молодих птахів є подібне до забарвлення самиць, однак рожевий відтінок на грудях у них відсутній, щоки і підборідді темні і менш контрастують з рештою голови, боки пістряві, червоно-сірі, чорні смуги через очі відсутні, а дзьоб більш тьмяний.

## Поширення і екологія
Чорнохвості астрильди мешкають на заході Анголи (переважно в провінціях Намібе, Уїла і Уамбо), а також на крайньому північному заході Намібії. Вони живуть в галерейних лісах і в заростях на берегах великих річок, а також в змішаних акацієво-мопанових лісах. Під час сезону посухи північні популяції мігрують на південь.
Чорнохвості астрильди зустрічаються парами або сімейними зграйками, які нараховують 6-8 птахів, іноді до 30 птахів. Активність у них починається на світанку і закінчується за годину до заходу сонця купанням і воді, причому в полудень птахи ховаються в тіні від жаркого сонця, а решту часу витрачають на пошуки їжі. Основою раціону чорнохвостих астрильдів є дрібне насіння трав, часто незріле, яке птахи збирають прямо з колосся. Також води доповнюють свій раціон ягодами і дрібними безхребетними, зокрема термітами. Гніздування припадає на листопад-грудень. В кладці 3-4 яйця. інкубаційний період в неволі триває 12-14 днів.